# Doylestown (Wisconsin)
Pour les articles homonymes, voir Doylestown.
Doylestown est un village du comté de Columbia, dans l'État du Wisconsin, aux États-Unis. En 2020, il comptait une population de 280 habitants.